# SH-07B
docomo PRIME series SH-07B（ドコモ プライム シリーズ エスエイチ ゼロ なな ビー）は、シャープが開発した、NTTドコモの第三世代携帯電話（FOMA）端末、docomo PRIME seriesの一つである。

## 概要
2009年秋冬モデルのSH-01Bの後継機種で、カメラ性能を高めた「AQUOS SHOT」のドコモ向け3代目にあたる。回転2軸型のボディに、3.4インチフルワイドVGA液晶とタッチパネルを搭載する。タッチパネルによる操作は、従来からのビューアポジションだけでなくオープンポジション（縦に開いた状態）でも操作が可能となった。また回転2軸型でありながら、防水・防塵仕様となっている。防水性能はIPX5/IPX7、防塵性能はIP5Xに準拠。

## 機能

### カメラ
メインカメラには、SH-01Bと同様の1210万画素CCDカメラを搭載している。世界で初めて1920×1080ピクセルのフルハイビジョン動画撮影に対応。別売りのHDMIケーブルを使って、同社製の液晶テレビ「AQUOS」と接続すれば、「AQUOSファミリンク」を介した簡単操作により、テレビの大画面でハイビジョン動画が楽しめる（本体左側面にはMicro HDMI端子を装備しており、テレビと接続する事で撮影した画像や動画だけでなく、iモードブラウザやフルブラウザ、メールなども表示可能。SH-07B側のキーで、テレビ画面を見ながらこれらの操作することができる）。また手ブレ補正やシーン認識、チェイスフォーカス機能は、静止画だけでなくフルハイビジョン動画撮影にも対応しているほか、被写体の声を録音しやすくするために動画撮影用の外側マイクも搭載している。その他SH-01B同様、被写体に合わせて最適な撮影モードを自動的に判別して切り替えるシーン自動認識機能や個人検出、「6軸手ブレ補正」と「動き検出被写体ブレ補正」、シャッタースピードとISO感度をアップしてブレを抑える「高感度ブレ補正」により写真のブレを強力に補正する3つのブレ補正、フォーカスを合わせた被写体を自動追尾するチェイスフォーカス機能、「ベストセレクトフォト」「ブラケット」「ストロボフォト」といった、多彩な連続撮影機能を引き続き搭載されている。これらに加え、ホワイトボードなどの歪みを補正してきれいな画像メモが残せる「ショットメモ」、漢字の読みや英単語の意味を写真で調べられる「ラクラク瞬漢/瞬英ルーペ」が新たに追加された。

### イルミネーション
背面の8つのLEDイルミネーションは、着信時や機能の動作中に点灯するのはもちろん、ケータイを閉じて横に振るだけでLEDの残像効果により好きな文字を空中に描き出すことができるイルミネーションメッセージ機能「スイングトーク」を搭載。ひらがな・カタカナ・英数字・記号（一部）が表示可能で全角10文字まで入力が可能。なお着信時のイルミネーションは、自分の好みのパターンで光らせることができるほか、操作ボタンを明るく見せるキーバックライトも好みに応じて7色9種類から選択できる。光り方は、BlackとRedはキーの文字部分が光る文字照光、Silverはキー全体が光る面照光となる。

### デザイン
Blackはマット調、Redは光沢のない金属調、Silverは白に近く、ラメと光沢のある塗装
と3色のカラーバリエーション別にそれぞれ質感が異なる。表面にはクリアカバーがあしらわれた有機ELのサブディスプレイと8個のLEDイルミネーションが縦に配置されており一番下のイルミネーションが12色発光し、上段7個は高輝度の白に発光する。

### その他機能
待受時に終話ボタンを押すとよく使う機能をランチャー形式で一覧表示する「待受タッチランチャ」を継承するとともに、タッチ操作で待受画面に好みの機能やショートカットを楽しく自由に貼り付けてカスタマイズできる「待受アクセサリ」を新たに搭載。
メール機能は、画面を上下2分割して、受信メールを表示させながら返信メールが作成できる「メール参照返信」、先頭の数文字を入力し、後は文字数分だけマルチガイドボタンの右を押すだけで簡単に候補を絞り込める「＊＊（ワイルドカード）予測」、2MBサイズなど容量の大きい添付データを送信する時に、他の機能起動中にバックグラウンドで送信できる「メールバックグラウンド送信」を搭載。また何らかの原因でメール送信に失敗した時には音・バイブ・画面表示で知らせたり、メールアドレスの電話帳登録は受信したメールアドレスをタッチするだけですぐに登録できるほか、電話帳に未登録のメールアドレスに返信しようとすると自動的に電話帳登録の確認画面を表示することで登録忘れを防げる。その他、ブラウザでメールアドレスを選んだ時に「新規メール作成」と「投稿アドレス登録」の選択が可能で、ブログ投稿用のメールアドレスの登録が簡単にできる。
セキュリティやプライバシーの管理をすべて一つに集約させたロックセレクション機能を継承するとともに、画面OFFと同時にロック、画面OFFから30分後にロックなどの指定ができる「タイマー対応自動ロック」を新たに搭載。
内蔵iアプリには、「逆転裁判4」や「桃太郎電鉄」など人気ゲーム5タイトルの体験版のほか、全国2,300以上のゴルフ場を網羅し、グラフィカルなコースにユーザーの現在位置をGPSで取得して、ハザードやグリーンまでの距離を表示することができるゴルフナビアプリ「Shot Navi Advance Lite for SH」体験版や撮影した写真にフレームを組み合わせてオリジナルのきせかえツールが作成できる「Myきせかえクリエーター for SH」をプリインストール。
| 主な対応サービス                   | 主な対応サービス                                                    | 主な対応サービス                       | 主な対応サービス                                 |
| ---------------------------------- | ------------------------------------------------------------------- | -------------------------------------- | ------------------------------------------------ |
| タッチパネル                       | FOMAハイスピード7.2Mbps(受信)／5.7Mbps(送信)                        | Bluetooth                              | DCMX／おサイフケータイ                           |
| iアプリオンライン／地図アプリ      | 直感ゲーム／メガiアプリ                                             | iウィジェット                          | マチキャラ／iコンシェル                          |
| ホームU／ポケットU                 | GPS／オートGPS／ケータイお探し                                      | デコメール／デコメ絵文字／デコメアニメ | iチャネル                                        |
| 着もじ                             | テレビ電話／キャラ電                                                | ケータイデータお預かりサービス         | フルブラウザ                                     |
| おまかせロック／バイオ認証         | 外部メモリーへiモードコンテンツ移行／ユーザーデータ一括バックアップ | トルカ                                 | iC通信／iCお引越しサービス                       |
| きせかえツール／ダイレクトメニュー | バーコードリーダ／名刺リーダ                                        | 2in1                                   | エリアメール／ソフトウェアーアップデート自動更新 |
| GSM／3Gローミング（WORLD WING）    | 着うたフル／うた・ホーダイ                                          | Music&Videoチャネル／ビデオクリップ    | デジタルオーディオプレーヤー(AAC)(WMA)           |

### ワンセグ機能
- EPG（録画予約も可）
- 外部メモリ（microSD）への録画
- 字幕放送
- マルチウィンドウ
- Bluetoothによるワイヤレス音声出力
- 同社液晶テレビ「AQUOS」にも採用されている、映像をより鮮やかに再現する「SV (Super Vivid) エンジン」

## プリインストールiアプリ
- リアルサッカータッチ対戦（体験版）
- 桃太郎電鉄WORLD遠距離対戦版2年決戦（体験版）
- 対戦パックマン（体験版）
- 逆転裁判4 プリインストール版（体験版）
- i Bodymo（iボディモ）アプリ
- KARADA TUNE
- Shot Navi Advance Lite for SH
- Myきせかえクリエイター for SH
- DCMXクレジットアプリ
- iD設定アプリ
- モバイルGoogleマップ
- タッチDE対戦ボウリング-PARTY-（体験版）
- ブックビューア コミック体験!
- コミック/小説ビューア
- ドコモWebメール
- ネット辞典
- Gガイド番組表リモコン
- モバイルSuica登録用iアプリ
- いっしょにデコ
- iアバターメーカー
- マクドナルドトクするアプリ
- 地図アプリ
- iアプリバンキング
- 楽オク☆アプリ
- SH-MODE INFO
- お天気予報ウィジェット
- Start! iウィジェット
- ROID ウィジェット2
- 株価アプリ
- iWウォッチ
- かざす請求書
- ドコモ料金案内
- FOMA通信環境確認アプリ
- ヨドバシゴールドポイントカード
- ビックポイント機能付きケータイ
- モバイルAMCアプリ

## 不具合
2010年6月14日以下の不具合の修正がソフトウェアの更新でなされた
- メール受信BOXやメール送信BOXにユーザーフォルダを作成し、振分け条件を設定してからグループ別発着信設定をすると、メールの振分け条件設定が正常に動作しないことがある。

2010年7月13日以下の不具合の修正ソフトウェアの更新がなされた
- 着信音鳴音時に、携帯端末を開くと着信音が途切れる場合がある。
- アラーム自動電源ONで設定した音とは別の音が鳴音する場合がある。

2010年9月2日以下の不具合の修正ソフトウェアの更新がなされた
- 2タッチ入力でメール作成をしているとメール一覧画面にもどる場合がある。
- きせかえツール設定後に待受画面に戻ると黒い画面が表示される場合がある。

2010年11月15日以下の不具合の修正ソフトウェアの更新がなされた
- ストロボフォト撮影後の処理中に携帯電話本体を閉じ、再度開くとリセットが発生する場合がある。
- iコンシェル着信時のバイブレータが振動しない場合がある。

2010年12月13日以下の不具合の修正ソフトウェアの更新がなされた
- メール作成などの文字入力画面にて、文字を入力した後の画面の切り替わりが遅い場合がある。